# 신범식 (성우)
신범식(1986년 2월 2일 ~ )은 대한민국의 성우로, 2013년 한국방송 성우극회 공채 38기로 입사했다. 배우자는 같은 소속의 성우인 우성은이다.

## 출연작

### 외화
- 경감 메그레(KBS) - 데니스(알렉산더 캠벨) / 마젯(잭 맥멀린) / 필리프(서배스천 데 소자)
- 나의 그리스식 웨딩 2 (KBS) - 베넷(앨릭스 울프) / 입시 설명관
- 디셉션(KBS) - 메카(마이크 바이스트)
- 리썰 웨폰(KBS) - 빈스(알버트 콩)
- 블랙 팬서 - 민병대 대장(밤바디언 밤바)
- 스타워즈: 깨어난 포스 (극장 개봉작) - 핀(존 보예가)
- 알라딘 - 안데르스 왕자(빌리 매그너슨)
- 월요일이 사라졌다(KBS) - 제리(폴 스베레 발헤임 하겐)
- 캡틴 아메리카: 시빌 워 - 럼로우의 부하(케일 슐츠)
- 팔콘과 윈터 솔져 - 도비치(데즈먼드 치암)

### 애니메이션
- 맥스 스틸 - 커비
- 시간을 달리는 소녀 - 타카세
- 원피스 New 홀케이크 아일랜드 편 -  빈스모크 니디
- 헬로 카봇 유니버스(SBS) -  버디가드
- 숲 속 친구 스토니즈(KBS) - 땅강아지, 보석젤리벌레

### 극장판
- 쿵푸팬더 3
- 홈! 여기가 우리집
- 온워드: 단 하루의 기적 - 아벨 경관

### 특촬물
- 가면라이더 고스트 - 최진성(가면라이더 스펙터)

### 다큐
- 2014.08.14 KBS 파노라마 - 프란치스코, 보통 사람들의 교황
- 2014.09.04 KBS 제 41회 방송대상 수상 특별기획 - 2014 대한민국, 정도전을 만나다 1부
- 2014.09.05 KBS 제 41회 방송대상 수상 특별기획 - 2014 대한민국, 정도전을 만나다 2부
- 2014.10.17 KBS 파노라마 플랫폼 혁명 2 한국경제,플랫폼으로 진화하라
- 2014.12.31 KBS 영상실록 '2014 세계는'
- 2017.05.03 KBS 동물의 세계 <개에 관한 놀라운 비밀 1부 소중한 친구>

### 라디오 드라마

#### KBS
라디오 여행기 (KBS 3라디오)
- 2015.05.27~2015.07.08 정수복 <파리의 장소들> (낭독)
- 2019.02.20~ 박종성 <아이슬란드 너는 나에게 뜨거웠다> (낭독)

연속낭독 (KBS 3라디오)
- 2014.09.25 ~ 2014.10.26 노명우 <세상물정의 사회학> (낭독)

소설극장 (KBS 3라디오)
- 2013.04.07 ~ 2013.05.03 이주호, 황조윤 <광해, 왕이 된 남자> (유생 / 현감 / 도제조 외)
- 2013.05.04 ~ 2013.07.07 김진명 <몽유도원> (직원 / 최독준 / 승우 / 기무라 외)
- 2013.07.08 ~ 2013.08.02 F. 스콧 피츠제럴드 <위대한 개츠비> (남자 / 경찰 / 엘리베이터보이 외)
- 2013.08.03 ~ 2013.10.02 이정명 <천국의 소년> (재하)
- 2013.10.03 ~ 2014.01.20 조정래 <정글만리> (이남근)
- 2014.01.21 ~ 2014.04.08 신봉승 <왕을 만든 여자> (안평대군)
- 2014.04.09 ~ 2014.05.19 강풀, 임형욱 <그대를 사랑합니다> (정민채)
- 2014.05.20 ~ 2014.08.15 루이자 메이 올컷 <작은 아씨들> (로리 로렌스)
- 2014.11.11 ~ 2014.12.21 어니스트 헤밍웨이 <태양은 다시 떠오른다> (제이크)

라디오 극장 (KBS 한민족 방송)
- 2013.02.01 ~ 2013.02.28 이명랑 <천사의 세레나데>
- 2013.04.01 ~ 2013.04.30 양귀자 <모순> (나영규)
- 2013.05.01 ~ 2013.05.31 성석제 <위풍당당>
- 2013.07.01 ~ 2013.07.31 박선희 <도미노 구라파식 이층집> (남학생1 / 이대철 / 학생 / 택배 배달원)
- 2013.08.01 ~ 2013.08.31 주호민 <신과 함께 - 저승편> (귀왕대장 / 변호사 / 보초1/ 아저씨 / 보좌관 외)
- 2013.09.01 ~ 2013.09.30 윤천수 <마지막 콜사인> (정은석 / 청년1 / 아나운서3 / 실장 / 조장 / 일본군 포로 외)
- 2014.02.01 ~ 2014.02.28 정유정 <내인생의 스프링캠프> (문규환)
- 2014.05.01 ~ 2014.05.31 임재희 <당신의 파라다이스> (창석)

라디오 독서실 (KBS 2라디오)
- 2013.02.24 이평재 <당신이 모르는 이야기> (남자1)
- 2013.03.17 최진영 <어디쯤> (남행인3)
- 2013.05.05 김종옥 <거리의 마술사> (남학생1)
- 2013.06.09 손창섭 <잉여인간> (청년)
- 2013.06.16 박완서 <아저씨의 훈장> (고향젊은이2)
- 2013.07.28 황태환 <옥상으로 가는 길> (종수)
- 2013.09.01 김동인 <붉은 산>, <무지개> (직원)
- 2013.09.15 고전 설화 <바리데기> (신하1)
- 2013.09.29 나도향 <물레방아> (청년)
- 2013.11.03 김덕희 <전복> (복학생)
- 2013.11.17 손홍규 <배우가 된 노인> (청년1)
- 2013.12.01 이승우 <나는 아주 오래 살 것이다> (노조원3)
- 2013.12.08 이기호 <김 박사는 누구인가> (학생2)
- 2013.12.15 이미경 <택배 왔어요> (정지후)
- 2014.01.05 김승옥 <무진기행> (사내아이1)
- 2014.01.12 김승옥 <서울, 1964년 겨울> (운전사)
- 2014.01.19 김승옥 <서울의 달빛 0장> (친구2)
- 2014.03.02 윤이형 <쿤의 여행> (성우남)
- 2014.03.16 조해진 <빛의 호위> (나의 아역)
- 2014.04.13 임철우 <세상의 모든 저녁> 2편 (김씨)
- 2014.04.20 윤고은 <월리를 찾아라> (성우2)
- 2014.04.27 김경욱 <승강기> (강교수)
- 2014.05.04 조경란 <밤을 기다리는 사람에게> (의사)
- 2014.05.11 박완서 <후남아, 밥 먹어라> (해설)
- 2014.06.22 황정은 <상류엔 맹금류> (남편)
- 2014.07.13 최인석 <초록이 지쳐 단풍 드는데> (웨이터)
- 2014.08.03 장은호 <생존자> (해설)
- 2014.08.31 이장욱 <우리 모두의 정귀보> (교수3)
- 2014.09.14 전성태 <성묘> (신참병사)
- 2014.10.05 윤이형 <굿바이> (스파이디3)
- 2014.10.12 백영옥 <결혼기념일> (성우)
- 2014.10.19 한창훈 <여수 친구> (동료2)
- 2014.11.09 김미월 <만보 걷기> (머빈)
- 2014.12.07 구효서 <별명의 달인> (해설)
- 2014.12.28 김중혁 <뱀들이 있어> (오규호)
- 2015.03.15 이장욱 <크리스마스 캐럴> (친구)

라디오 문학관 (KBS 한민족 방송)
- 2015.08.16 장우석 <파트너> (오병준)
- 2016.05.01 전성태 <영접> (해설)
- 2017.01.08 김애란 <어디로 가고 싶으신가요>  (현석)

KBS 무대 (KBS 한민족 방송)
- 2013.02.09 달빛 소나타 (진동)
- 2013.03.23 눈물꽃 (앵커)
- 2013.04.13 날아라 버스야 (남자2 / 승객2)
- 2013.05.04 홍제원 여인 (나졸1)
- 2013.05.11 율포시곡 (청년)
- 2013.07.13 꽃이 피었다 (의사)
- 2013.07.27 고해 (앵커)
- 2013.08.03 아무 곳에도 없는 그녀 (경찰)
- 2013.08.10 부녀 이야기 (오라비)
- 2013.08.17 두 여자 (기사)
- 2013.09.14 순나의 오동나무 (수거원)
- 2013.10.12 청담동 개츠비 (고객10)
- 2013.11.02 친절한 동방빈 (리포터1)
- 2013.11.16 기차는 8시에 떠나네 (신입사원)
- 2013.11.30 타고났거나 변했거나 (아버지)
- 2014.01.25 상처 (주치의)
- 2014.02.08 프로이트 보고서 (남MC)
- 2014.03.01 카메오 (지호친구)
- 2014.03.29 각광을 받다 (교사)
- 2014.04.05 달걀 후라이 (인턴1)
- 2014.04.19 소피마르소를 위하여 (어린세훈)
- 2014.04.26 아버지의 땅 (공무원)
- 2014.05.31 사랑은 늙지 않는다 (인부)
- 2014.06.07 잠만 잘께요 (세입자1)
- 2014.06.14 거짓말 (남 피디)
- 2014.07.26 처음처럼, 그들 (남자기자)
- 2014.08.02 전화하는 남자 (상담팀장)
- 2014.08.16 개구리 울음소리 (김계장)
- 2014.09.06 마흔 살의 커밍아웃 (편집장)
- 2014.09.20 카사노바 따라잡기 (보출)
- 2014.11.01 천국에서 온 편지 (윤호)
- 2014.11.22 젊은 느티나무 (은수 부)
- 2014.11.29 가족의 탄생 (의금부 도사)
- 2014.1.213 말 못하는 남자 (남직원)
- 2014.12.20 탄원서 쓰는 여자 (검사)
- 2015.01.17 첫사랑 사수 대작전 (젊은 재호)
- 2015.04.25 논 개 (김병원)
- 2015.10.17 맞아야 사는 남자, 때려야 사는 남자 (의사)

다큐멘터리 역사를 찾아서 (KBS 1라디오)
- 연기

책 읽는 밤 (KBS 1라디오)
- 2013.04.26 미야베 미유키 作 화차 (가즈야)
- 2013.05.03 Wall Flower (찰리)
- 2013.05.04 오쿠다 히데오 作 남쪽으로 튀어 (순경 아라가키)
- 2013.08.30 마이클 모퍼고 作 워 호스 (니컬스 대위)
- 2014.01.02 정유정 作 28 (해설)
- 2014.01.15 정수복 作 책에 던지는 일곱가지 질문 (낭독)
- 2014.01.16 나다니엘 호손 作 주홍글씨 (딤스데일)
- 2014.01.22 노명우 作세상 물정의 사회학 (낭독)
- 2014.01.24 고골 作 외투 (아카키 아카키예비치)
- 2014.01.25 오헨리 作 1달러의 가치, 인생은 연극 (존)
- 2014.01.30 빅토르 위고 作 웃는 남자 (낭독)
- 2014.02.11 오찬호 作 우리는 차별에 찬성합니다 (낭독)
- 2014.02.13 라이오넬 슈라이버 作 내 아내를 위하여 (잭슨)
- 2014.02.14 서포 김만중 作 구운몽 (1) (양소유)
- 2014.02.15 서포 김만중 作 구운몽 (2) (양소유)
- 2014.02.19 세익스피어 作 베니스의 상인  (안토니오)
- 2014.02.21 알퐁스 도데 作 별, 아를의 여인, 마지막 수업 (아멜)
- 2014.02.22 옥타브 유잔느 作 시지스몬의 유산 (라울 규마르)
- 2014.02.25 셰익스피어 作 오델로 (오델로)
- 2014.03.03 김홍기 作 댄디, 오늘을 살다 (낭독)
- 2014.03.06 지크문트 바우만 作 유행의 시대 (낭독)
- 2014.03.13 요한 볼프강 폰 괴테 作 젊은 베르테르의 슬픔 (베르테르)
- 2014.03.19 에릭 호퍼 作 길 위의 철학자 (낭독)
- 2014.03.21 모파상 作 아버지 (노신사)
- 2014.04.12 이사벨 아엔데 作 배신당한 연애편지 (작은아버지)
- 2014.04.25 헤르만 헤세 作 삶을 견뎌내기 (낭독)
- 2014.05.02 가브리엘 가르시아 마르케스 作 꿈을 빌려드립니다. (낭독)
- 2014.05.17 김동인 作 배따라기 (성구)
- 2014.05.29 데이먼 러니언 作 릴리언 (윌버 위라드)
- 2014.06.21 니콜라이 고골 作 코 (파출소장)
- 2014.06.27 미야베 미유키 作 홀로 남겨져 (아이카와 고이치)
- 2014.07.11 마르셀 에메 作 벽으로 드나드는 남자 (낭독)
- 2014.07.25 프랑수아즈 사강 作 브람스를 좋아하세요 (시몽)
- 2014.08.05 애거서 크리스티 作 완벽한 하녀 사건 (슬랙 경감)
- 2014.08.09 생텍쥐페리 作 어린왕자 (1) (사업가)
- 2014.08.16 생텍쥐페리 作 어린왕자 (2)
- 2014.08.19 미야베 미유키 作 배반하지 마 (가가미)
- 2014.08.23 오헨리 作 마음의 손 / 후작과 샐리양 (보안관)
- 2014.08.29 어니스트 헤밍웨이 作 킬리만자로의 눈 (헤리)
- 2014.09.12 다나베 세이코 作 조제와 호랑이와 물고기들 (츠네오)
- 2014.10.04 루시 모드 몽고메리 作 빨간 머리 앤 (매튜)
- 2014.10.11 임철우 作 포도 씨앗의 사랑
- 2014.11.15 제인 오스틴 作 설득 (1)
- 2014.11.22 제인 오스틴 作 설득 (2)
- 2014.11.29 잭 런던 作 스테이크 한 장
- 2014.12.06 한스 크리스티안 안데르센 作 눈의 여왕
- 2014.12.12 무라카미 하루키 作 반딧불이 (낭독)
- 2014.12.27 레프 니콜라비치 톨스토이 作 사람은 무엇으로 사는가

신성원의 문화읽기 (KBS 1라디오)
- 2013.02.17 귀스타프 플로베르 作 마담 보바리
- 2013.03.03 데이비드 미첼 作 클라우드 아틀라스
- 2013.06.30 맥스 브룩스 作 세계대전 Z
- 2013.07.14 정유정 作 28
- 2013.07.21 로저 젤라즈니 作 체인질링
- 2013.08.18 장 마르크 로셰트 & 자크로브 作 설국열차
- 2013.09.01 애거서 크리스티 作 쥐덪
- 2013.09.08 애거서 크리스티 作 그리고 아무도 없었다.
- 2013.09.22 요나스 요나손 作 창문 넘어 도망친 백세 노인
- 2013.10.06 최인호 作 타인의 방

바람따라 구름따라 (KBS 한민족 방송)
- 연기

대한민국 경제실록 (KBS 1라디오)
- 2013.02.26 ~ 2013.05.23 제17화 강남의 역사 (검사 외)
- 2013.05.24 ~ 2013.07.22 제18화 3저호황과 한국경제 (보좌관 외)
- 2013.07.22 ~ 2013.09.13 제19화 국책사업, 그 빛과 그림자 (낭독)
- 2013.09.16 ~ 2013.10.25 제20화 유통 산업의 역사 (낭독)

다큐멘터리 혁신의 승부사 (KBS 1라디오)
- 2013.10.28 ~ 2013.12.31 제1화 페이스북 세상을 모두 연결하다.
- 2014.01.01 ~ 2014.02.28 제2화 모니터에 한글이 뜨기까지
- 2014.03.03 ~ 2014.05.13 제3화 손정의, 3백년 기업을 꿈꾸다
- 2014.05.14 ~ 2014.07.25 제4화 게임, 산업으로 탄생하다
- 2014.07.28 ~ 2014.09.19 제5화 파괴적 혁신가, 알리바바의 마윈

특별기획 아주 특별한 기부 <내 인생의 책> (KBS 3라디오)
- 2013.09.29 할레드 호세이니 <연을 쫓는 아이> (아미르)
- 2013.12.29 잭 케루악 <길 위에서> (청년)
- 2014.03.30 최인호 에세이 <인연> (최인호)
- 2014.09.28 A. J. 크로닌 <성채> (앤드류 맨슨)

특별기획 <강원도 문학기행> 3부작 (KBS 1라디오)
- 2013.05.30 제2편 동백꽃 피는 실레 마을 춘천 김유정 문학촌 (김유정 作 봄봄 '남자')

방송의 날 특별기획 8부작 <북한의 솔제니친, 현역작가 반디의 고발> (KBS 한민족 방송)
- 2014.08.29 제3부 준마의 일생 (남자)
- 2014.08.30 제4부 지척만리
- 2014.09.01 제6부 무대 (부대원)
- 2014.09.02 제7부 빨간 버섯 (청년)

KBS 라디오 특별기획 <부엉이 아저씨, 이야기 좀 들려주세요> (KBS)
- 2014.11.24 1편 돌사자가 준 선물 (동생)
- 2014.11.25 2편 숲속의 생쥐아가씨 (셋째)
- 2014.11.28 5편 시나와 뱀장어 (히로)

KBS 한민족방송 특별기획 <한민족 리포트 - '오세아니아의 한국, 한국인'>
- 2017.12.26 제2편 <뉴질랜드의 라라랜드를 꿈꾸다> (해설)

#### 국악방송
- 2015.08.15 국악방송 광복 70주년 특집 다큐멘터리 2부작 해방공간의 국악 (해설)